# Neriene zhui
Neriene zhui är en spindelart som beskrevs av Chen och Li 1995. Neriene zhui ingår i släktet Neriene och familjen täckvävarspindlar. Inga underarter finns listade i Catalogue of Life.